# Commissie-Delors II
De commissie-Delors II was de Europese Commissie die functioneerde van 6 januari 1989 tot 5 januari 1993. Zij telde 17 leden. Zij werd opgevolgd door de commissie-Delors III.
| Voorzitter | Voorzitter             | Voorzitter                          | Portefeuille                                                                | Termijn                         | Nationale partij | Europese politieke Partij | Land                     |
| ---------- | ---------------------- | ----------------------------------- | --------------------------------------------------------------------------- | ------------------------------- | ---------------- | ------------------------- | ------------------------ |
|            | Jacques Delors         | Jacques Delors (1925–2023)          | Voorzitter                                                                  | 6 januari 1989 – 5 januari 1993 | PS               | PES                       | Frankrijk                |
|            | Frans Andriessen       | Frans Andriessen (1929–2019)        | Vicevoorzitter Externe Betrekkingen Handel Interinstitutionele Betrekkingen | 6 januari 1989 – 5 januari 1993 | CDA              | EVP                       | Nederland                |
|            | Martin Bangemann       | Martin Bangemann (1934–2022)        | Vicevoorzitter Interne Markt Industrie                                      | 6 januari 1989 – 5 januari 1993 | FDP              | ALDE                      | Bondsrepubliek Duitsland |
|            | Leon Brittan           | Leon Brittan (1939–2015)            | Vicevoorzitter Mededinging Financiële Diensten                              | 6 januari 1989 – 5 januari 1993 | Con              | EVP                       | Verenigd Koninkrijk      |
|            | Henning Christophersen | Henning Christophersen (1939–2016)  | Vicevoorzitter Financiën Economische Zaken                                  | 6 januari 1989 – 5 januari 1993 | Venstre          | ALDE                      | Denemarken               |
|            | Manuel Marin           | Manuel Marín (1949–2017)            | Vicevoorzitter Ontwikkelingssamenwerking Visserij                           | 6 januari 1989 – 5 januari 1993 | PSOE             | PES                       | Spanje                   |
|            | Filippo Maria Pandolfi | Filippo Maria Pandolfi (1927)       | Vicevoorzitter Onderzoek en Wetenschap Innovatie Telecommunicatie           | 6 januari 1989 – 5 januari 1993 | DC               | EVP                       | Italië                   |
|            |                        | Peter Schmidhuber (1931–2020)       | Begroting Financiën Financieel Toezicht                                     | 6 januari 1989 – 5 januari 1993 | CDU              | EVP                       | Bondsrepubliek Duitsland |
|            |                        | Christiane Scrivener (1925–2024)    | Douane-unie Fiscale Zaken                                                   | 6 januari 1989 – 5 januari 1993 | PR               | ALDE                      | Frankrijk                |
|            | Karel Van Miert        | Karel Van Miert (1942–2009)         | Vervoer Consumentenbescherming Investeringen Kredietverlening               | 6 januari 1989 – 5 januari 1993 | SP               | PES                       | België                   |
|            |                        | Vasso Papandréou (1944–2024)        | Sociale Zaken Werkgelegenheid Industrie Onderwijs                           | 6 januari 1989 – 5 januari 1993 | PASOK            | PES                       | Griekenland              |
|            |                        | António Cardoso e Cunha (1933–2021) | Energie Euratom Midden- en Kleinbedrijf Administratieve Zaken Toerisme      | 6 januari 1989 – 5 januari 1993 | PSD              | EVP                       | Portugal                 |
|            |                        | Ray MacSharry (1938)                | Landbouw                                                                    | 6 januari 1989 – 5 januari 1993 | FF               | ALDE                      | Ierland                  |
|            | Bruce Millan           | Bruce Millan (1927–2013)            | Regionaal Beleid                                                            | 6 januari 1989 – 5 januari 1993 | Lab              | PES                       | Verenigd Koninkrijk      |
|            | Carlo Ripa di Meana    | Carlo Ripa di Meana (1929–2018)     | Milieuzaken Nucleaire Veiligheid                                            | 6 januari 1989 – 5 januari 1993 | PSI              | PES                       | Italië                   |
|            | Abel Matutes           | Abel Matutes (1941)                 | Mediterrane Zaken                                                           | 6 januari 1989 – 5 januari 1993 | PP               | EVP                       | Spanje                   |
|            |                        | Jean Dondelinger (1931–2004)        | Cultuur Media                                                               | 6 januari 1989 – 5 januari 1993 | O                | O                         | Luxemburg                |